# Johann Conrad Meyer
Johann Conrad Meyer (Sciaffusa, 5 maggio 1544 – Maienfeld, 18 giugno 1604) è stato un giurista e politico svizzero.

## Biografia

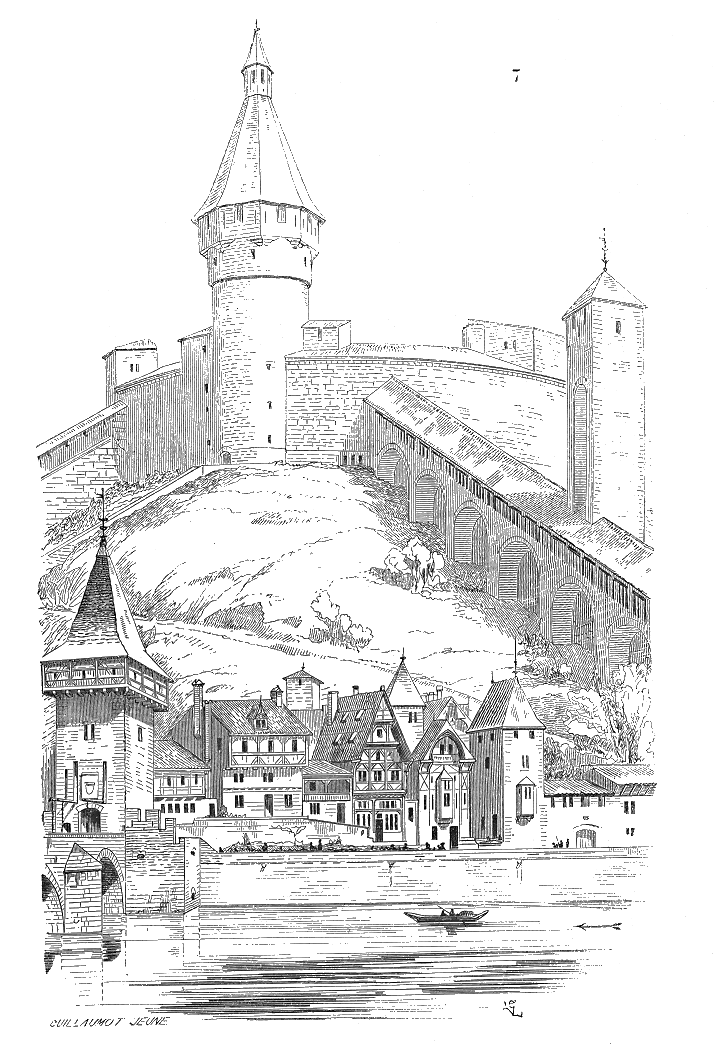
La fortificazione del Munot, alla cui costruzione partecipò Johann Conrad Meyer

Membro della famiglia Meyer, era il figlio di Conrad. Studiò il diritto dal 1562 a Basilea, Heidelberg ed Orléans, e conseguì il dottorato a Padova nel 1567, prima di tornare a Sciaffusa, sua città natale, ed essere nominato giudice nel 1570. Fu tesoriere dal 1571 al 1577, presidente del tribunale matrimoniale dal 1572 al 1577 e balivo di Merishausen e di Bargen dal 1574 al 1577. Ebbe in parallelo una carriera politica nel Canton Sciaffusa: venne nominato al Grande Consiglio quale rappresentante della corporazione dei panettieri dal 1570 al 1572, al Piccolo Consiglio dal 1572 al 1599. Diventò borgomastro di Sciaffusa dal 1577 al 1599; in questo posto si occupò della costruzione della fortificazione del Munot e del ponte sul Reno. Nel 1582 venne inviato a Parigi per il rinnovo dell'alleanza con la Francia. Durante la sua carriera fu arbitro cantonale diverse volte: nella guerra di Mulhouse nel 1587 o per la divisione del Canton Appenzello. Lasciò Sciaffusa nel 1599 dopo essere andato in bancarotta. Si rifugiò a Maienfeld, dove morì in miseria nel 1604.